# Ittersdorf
Ittersdorf (Moselfränkisch: Itterschtroff) ist ein Ortsteil der Gemeinde Wallerfangen im Landkreis Saarlouis (Saarland). Bis Ende 1973 war Ittersdorf eine eigenständige Gemeinde.

## Geographie
Ittersdorf liegt auf dem Saargau an der Grenze zu Frankreich.

## Geschichte
Die erste urkundliche Erwähnung des Ortes erfolgte im Jahr 1121 bei einer Aufzählung der Besitztümer der Abtei Lubeln im heutigen Longeville-lès-Saint-Avold.
Im Rahmen der saarländischen Gebiets- und Verwaltungsreform wurde die bis dahin eigenständige Gemeinde Ittersdorf am 1. Januar 1974 der Gemeinde Wallerfangen zugeordnet. Ittersdorf ist seitdem ein Ortsteil und ein Gemeindebezirk.

## Sonstiges
Bekannt ist der Ort in der Region durch das jährlich stattfindende „Ittersdorfer Dorffest“ mit dem „Internationalen Mähdrescherrennen“.